# Örökség (film, 2020)
Az Örökség (eredeti cím: Inheritance) 2020-ban bemutatott amerikai filmthriller Vaughn Stein rendezésében. A főbb szerepekben Lily Collins, Simon Pegg, Connie Nielsen, Chace Crawford és Patrick Warburton látható. 
2020. május 22-én mutatták be a Vertical Entertainment forgalmazásában. Magyarországon a szinkronos változatot 2021 szeptemberében adták ki DVD-n. Általánosságban negatív kritikákat kapott.

## Cselekmény
2008-ban Archer Monroe, egy gazdag és befolyásos New York-i politikuscsalád patriarchája váratlanul elhalálozik. Vagyonát felosztják a családja között: az örökösök közt van Catherine nevű felesége, politikus fiuk, William, aki újraindul a választásokon és lányuk, a manhattani kerületi ügyész Lauren. A család ügyvédje, Harold Thewlis négyszemközt megmutatja Laurennek apja posztumusz videóüzenetét. Elirányítja a lányt a család birtokán lévő titkos földalatti bunkerbe. Ott talál egy fogságban tartott férfit, aki Morgan Warnerként mutatkozik be és állítása szerint már 30 éve raboskodik.
Warner azt állítja, Monroe a barátja és üzlettársa volt, amíg egy éjszaka részegen vezetve meg nem öltek egy gyalogost. Monroe nyomására eltussolták a bűntényt, ennek ellenére mégis bezárta Warnert, megakadályozva a gyilkosság esetleges lelepleződését. Az eltelt évek alatt Monroe sok titkot meggyónt neki. Bizonyítékként Warner elirányítja a lányt oda, ahol a gyalogos holttestét eltemették. Lauren rátalál Monroe egykori szeretőjére, akitől egy fia született, valamint bizonyítékot talál arra is, hogy Monroe kenőpénzzel segítette gyermekei közhivatalokba való bejutását. Warner meggyőzi a lányt, engedje szabadon. Mivel úgy véli, igazságtalanság érte, arra utasítja az ügyvéd Thewlist, hozzon létre egy offshore bankszámlát – ezen keresztül magánrepülőt bérelve, amivel Warner felszívódhat.
Amíg Warner alszik, Lauren mintát vesz az ujjlenyomataiból, és elküldi őket azonosításra. Catherine megrémül a Morganről készült fényképektől, akit Carson néven azonosít és azt állítja, gonosz ember. Lauren rájön, hogy Morgan repülőgépe el sem indult, Thewlist pedig meggyilkolták. Mire Lauren visszatér a Monroe-házba, Morgan már elrabolta és a bunkerbe vitte Catherine-t. Carson ártalmatlanná teszi Laurent, és elárulja neki, hogy harminc évvel ezelőtt elkábította és megerőszakolta Catherine-t. Monroe autójával épp egy kihalt helyre tartott, végezni Carsonnal, amikor a gyalogost elütötték. Carson volt a felelős Monroe haláláért, mivel ugyanazzal a méreggel tette el láb alól, amit Archer akart használni rajta. Lauren szembeszáll vele és dulakodásuk közben Carson felfedi, ő Lauren vér szerinti apja. Catherine agyonlövi a férfit. Lauren és Catherine felgyújtja a bunkert, megsemmisítve Carson raboskodásának minden bizonyítékát.

## Szereplők
| Szerep                        | Színész               | Magyar hang[forrás?] |
| ----------------------------- | --------------------- | -------------------- |
| Lauren Monroe                 | Lily Collins          | Csifó Dorina         |
| Morgan Warner / Carson Thomas | Simon Pegg            | Görög László         |
| Catherine Monroe              | Connie Nielsen        | Bertalan Ágnes       |
| William Monroe                | Chace Crawford        | Czető Roland         |
| Archer Monroe                 | Patrick Warburton     | Rosta Sándor         |
| Scott                         | Marque Richardson     |                      |
| Harold Thewlis                | Michael Beach         | Jakab Csaba          |
| Emilio Sanchez nyomozó        | Joe Herrera           | Törköly Levente      |
| Eddie Parker                  | Lucas Alexander Ayoub |                      |
| Sofia Fiore                   | Christina DeRosa      |                      |
| Riporter                      | Katie Callaway        |                      |
| Jackie                        | Grae Marino           |                      |

## A film készítése
2018 novemberében bejelentették Simon Pegg és Kate Mara csatlakozását a film szereplőgárdájához. A rendező Vaughn Stein, a forgatókönyvíró Matthew Kennedy lett. A producerek Richard B. Lewis, David Wulf, Dan Reardon és Santosh Govindaraju voltak, akik a Southpaw Entertainment, a WulfPak Productions és a Convergent Media égisze alatt készítették a filmet. 2019 januárja és márciusa között Connie Nielsen, Chace Crawford és Patrick Warburton is csatlakozott a film stábjához, Lily Collins Mara szerepét vette át. 2019 áprilisában Marque Richardson is a készülő film szereplője lett.
A forgatás 2019 februárjában kezdődött az alabamai Birminghamben.

## Bemutató
Világpremierje a Tribeca Filmfesztiválon volt 2020. április 20-án. A fesztivált azonban a COVID-19 világjárvány miatt elhalasztották. A Vertical Entertainment és a DirecTV Cinema megszerezte a film forgalmazási jogait, és 2020. május 22-re tűzte ki a bemutató dátumát.

## Fordítás
- Ez a szócikk részben vagy egészben  az   Inheritance (2020 film) című angol Wikipédia-szócikk fordításán alapul.  Az eredeti cikk szerkesztőit annak laptörténete sorolja fel. Ez a jelzés csupán a megfogalmazás eredetét és a szerzői jogokat jelzi, nem szolgál a cikkben szereplő információk forrásmegjelöléseként.